# Ємчиха
Є́мчиха — село в Україні, у Обухівському районі Київської області. Населення становить 530 осіб.

## Географія
Селом тече струмок Городок.

## Історія
В історичних документах вперше згадується наприкінці XVIII ст. (1790 рік) під назвою Ямчуха.
Поблизу Ємчихи розкопано кургани доби бронзи (III — І тисячоліття до н. е.), скіфського (VII—VI ст. до н. е.) та сарматського (II — І ст. до н. е.) часів, а також курган кочівників X—XII ст. Біля села збереглися залишки городища часів Київської Русі.
Станом на 1885 рік у колишньому власницькому селі Козинської волості Канівського повіту Київської губернії мешкало 1514 осіб, налічувалось 280 дворових господарств, існувала православна церква, школа та 2 постоялих будинки.
За переписом 1897 року кількість мешканців зросла до 2047 осіб (990 чоловічої статі та 1057 — жіночої), з яких 2017 — православної віри.
Клірові відомості, метричні книги, сповідні розписи церкви Покрова Пресвятої Богородиці с. Ємчиха Богуславського, з 1846 р. Козинської волості Канівського пов. Київської губ. зберігаються в ЦДІАК України. http://cdiak.archives.gov.ua/baza_geog_pok/church/yemc_001.xml [Архівовано 23 липня 2019 у Wayback Machine.]
11 травня 1918 року Ємчиха опинилася у самому центрі польсько-німецького конфлікту : ІІ польський корпус було зусібіч оточено у Ємчисі німецькими частинами з метою силового роззброєння. В результаті бою польські частини були змушені скласти зброю.

## Населення
Згідно з переписом УРСР 1989 року чисельність наявного населення села становила 577 осіб, з яких 229 чоловіків та 348 жінок.
За переписом населення України 2001 року в селі мешкало 527 осіб.

### Мова
Розподіл населення за рідною мовою за даними перепису 2001 року:
| Мова       | Відсоток |
| ---------- | -------- |
| українська | 98,30 %  |
| російська  | 1,51 %   |
| білоруська | 0,19 %   |

## Інфраструктура
В селі діє десятирічна загальноосвітня середня школа та Будинок культури. У 2002 році проведено реконструкцію з розширенням будівлі місцевої школи за проєктом архітектора Леоніда Данилка.

## Уродженці села
- Коломієць І. П. — доктор сільськогосподарських наук, професор